# After Juliet
After Juliet è un'opera teatrale della drammaturga scozzese Sharman Macdonald, nata da un'idea di Keira Knightley. Le fu commissionata per la partecipazione all'edizione del 1999 del National Theatre Connections (festival annuale del teatro giovanile di Londra, in cui compagnie regionali si sfidano mettendo in scena brevi spettacoli, scritti da commediografi affermati).
La premessa, alla base della commedia, seguito ideale di Romeo e Giulietta di Shakespeare, è: "Cosa è successo ai Capuleti e ai Montecchi, dopo la morte dei due sfortunati amanti?".
Malgrado la tragedia shakespeariana sia inequivocabilmente ambientata a Verona, After Juliet potrebbe essere ambientata anche ad Edimburgo, Dublino, Birmingham, New York o Liverpool, come suggerito nel testo dalla stessa autrice. Potrebbe essere il 1500, il 1900, il 2000 o il 3000.
La figlia di Sharman Macdonald, l'attrice Keira Knightley, è apparsa nella produzione NT Connections dell'Heatham House Youth Center, che ha partecipato alle finali regionali.
Ad oggi, lo spettacolo After Juliet continua ad essere portato in scena da gruppi di giovani in tutto il mondo.

## Trama
Protagonista dell'opera è Rosalina, cugina di Giulietta e precedente fiamma di Romeo. Seppur innamorata del giovane Montecchi, la ragazza ha sempre giocato a fare la difficile con lui, spingendolo così involontariamente tra le braccia proprio di Giulietta. Torturata dalla perdita del suo amore, Rosalina diventa una ragazza imbronciata e velenosa. Fa quindi di tutto per essere eletta "Principessa dei gatti" e dirigere la famiglia Capuleti.
Nel frattempo, in città è in corso un processo, per stabilire chi siano i colpevoli della morte di Giulietta e di Romeo. Sono accusati, per motivi differenti tra loro, Frate Lorenzo, la balia Angelica, il servo Pietro e il farmacista di Mantova.
Capuleti e Montecchi, intanto, ubbidendo al Principe Escalo, hanno stabilito una tregua. Il trattato tra le due famiglie, però, si trasforma rapidamente in una farsa, poiché da entrambe le parti si continua a covare vendetta. Viene inoltre a crearsi un particolare gioco amoroso tra Benvolio e la stessa Rosalina, nel quale la ragazza sembra riadottare la medesima fallimentare strategia adoperata con Romeo. Benvolio viene consigliato da Valentino (fratello di Mercutio) di starle lontano.
Sia Rosalina che Valentino si preparano alla guerra. In momenti differenti si dirigono al cimitero a recuperare delle armi dalle tombe. Tra i Capuleti, tuttavia, c'è chi come Petruccio (fratello di Tebaldo) preferirebbe mantenere salda la tregua, e vivere in pace.
A poco a poco, il processo esprime i suoi verdetti: sia Frate Lorenzo che il servo Pietro vengono completamente scagionati, mentre la balia Angelica viene bandita per sempre dalla città. L'unico a ricevere la condanna a morte sarà il farmacista.
Il culmine dello spettacolo arriva durante un'elezione per determinare chi, tra Rosalina e Petruccio succederà a Tebaldo come Principe o Principessa dei Gatti. L'intervento di Valentine getta le basi per un duello con Rosalina, e solo l'intervento di Benvolio riuscirà a placare gli animi.
In alcune versioni dello spettacolo, Valentine è presentata come sorella gemella di Mercuzio (in inglese, il nome Valentine è utilizzato sia al maschile che al femminile); questo dettaglio ha arricchito la trama, sottintendendo un triangolo amoroso tra Valentine, Benvolio e Rosalina.

## Produzione
Come anticipato, l'opera nasce da un curioso antefatto: dopo aver visto il film Romeo + Giulietta di Baz Luhrmann, con Leonardo DiCaprio e Claire Danes, una giovanissima Keira Knightley chiede alla madre di scrivere il seguito della vicenda. La donna accoglie la richiesta e scrive After Juliet.
La particolarità di questo testo consiste nel recuperare alcuni personaggi minori di Romeo e Giulietta per raccontare, con intensità visionaria e lampi di 'black humor', una vicenda ambientata in una città attraversata da lotte e odi mai sopiti, ripartendo proprio da dove il dramma di Shakespeare si era concluso.

## Pubblicazione
In Italia, il testo è stato distribuito da Adnkronos libri nel 1999, con traduzione ad opera di Barbara Nativi e Luca Scarlini e testo originale a fronte. Attualmente, tuttavia è disponibile solo nella versione originale, edita da Faber and Faber.